# Ahmed Hulusi
Ahmed Hulusi (* 21. Januar 1945 in Istanbul, Türkei) ist ein türkischer Journalist und Autor, der sich hauptsächlich mit dem Islam beschäftigt.

## Leben
Hulusis Jugend und Schulzeit vergingen ohne eine tiefe religiöse Erziehung. Er berichtet, dass er sich erst nach dem Tode seines Vaters im Jahre 1963 durch den Besuch des Freitagsgebets dazu berufen fühlte, die Vorschriften des Islam zur Reinigung und zu den Gebeten einzuhalten. Er begann mit einem intensiven Studium des Koran und den Auslegungen durch Gelehrte zum Beispiel in den 11 Bänden des Sahīh al-Buchārī und den sechs Bänden der al-Kutub as-sitta. 1965 machte er die vom Islam vorgeschriebene Pilgerfahrt nach Mekka, den Haddsch. Im gleichen Jahr schrieb er sein erstes Buch zu theologischen Fragen mit dem Titel Tecelliyat (Rückblicke).
Während seiner journalistischen Arbeit für die türkische Zeitung Aksam befasste Hulusi sich mit Geistern und dem Anrufen von Geistern und veröffentlichte 1970 das erste Buch der Türkei zu diesem Thema Ruh, İnsan, Cin (Geist, Menschheit, Dschinn). Bis heute hat er über zwei Dutzend zum Teil mehrbändige Werke zu Themen des Islam verfasst, von denen einige in andere europäische Sprachen übertragen wurden. Diese Werke befassen sich unter anderem auch mit Fragen des islamischen Mystizismus, dem Sufismus und mit den modernen Wissenschaften. Sie wurden vom Verlag Kitsan Publikation in Istanbul publiziert.
Die Schriften Hulusis werden von traditionellen, konservativen islamischen Theologen nicht akzeptiert. In verschiedenen Werken versuchen seine Kritiker zu zeigen, dass seine Interpretation des Islam falsch ist. So wird zum Beispiel darauf hingewiesen, dass er den Koran falsch interpretiere, weil er kein native speaker der arabischen Sprache sei.
Nach dem sogenannten „postmodernen Putsch“ des türkischen Militärs vom 28. Februar 1997 gingen Hulusi und seine Frau ins Ausland, zuerst für ein Jahr nach London und danach in die USA. Dort leben sie noch heute zurückgezogen in einer Kleinstadt.

## Veröffentlichungen
- Tecelliyat. (Rückblicke). 1965.
- Ebu Bekr es Sıdık. (Der erste Kalif Abu Bakr). Kitsan, Istanbul 1995, ISBN 975-7557-42-0.
- Ruh, İnsan, Cin. (Geist, Menschheit, Jinn). Kitsan Publikation, Istanbul 1970, ISBN 975-7557-32-3.
- İnsan ve Sırları. 2 Bände (Mysterien und Menschen). Kitsan Publikation, Istanbul 2003, ISBN 975-7557-30-7 und ISBN 975-7557-31-5.
- Dua ve Zikir. (Gebet und Lobpreisungen). Kitsan Publikation, Istanbul 2011, ISBN 978-975-7557-27-2 (deutsch: Gebet und Zikir).
- Kendini Tanı. Kitsan Publikation, Istanbul 1994, ISBN 975-7557-33-1.
- Akıl ve Iman. Kitsan Publikation, Istanbul 1995, ISBN 978-975-7557-39-5.
- Tek'in Seyri. Kitsan Publikation, Istanbul 1995, ISBN 975-7557-40-4.
- Islam. Kitsan Publikation, Istanbul 1996, ISBN 975-7557-44-7.
- Okyanus Ötesinden. 3 Bände. 1998.
- Dost'an Dosta. (Von Freund zu Freund). Kitsan Publikation, Istanbul 1999, ISBN 975-7557-78-1.
- Sistemin Seslenişi. 2 Bände (Die Stimme des Systems), Kitsan Publikation, Istanbul 1999/2000, ISBN 975-7557-65-X und ISBN 975-7557-90-0.
- Cuma Sohbetleri. Kitsan Publikation, Istanbul 2000, ISBN 975-7557-72-2.
- Evrensel Sırlar. (Die universellen Mysterien). Kitsan Publikation, Istanbul 2001, ISBN 975-7557-75-7.
- Yaşamın gerçeği. (Die Wahrheit des Lebens). Kitsan Publikation, Istanbul 2002, ISBN 975-7557-94-3.
- Dini Yanlıs Algılamak. (Religiöse Missverständnisse). Kitsan Publikations, Istanbul 2002. (Deutscher Titel: Islam die falsch verstandene Religion)
- Bilincin Arınısı. 2005, ISBN 975-8833-03-0.
- “B” Sırrıyla insan ve Din. 2005, ISBN 975-8833-19-7.
- Yenilen. (Erneuere Dich). Kitsan, Istanbul 2005, ISBN 975-7557-44-7.
- Allah Ilminden Yansamalarla Kur’an-i Kerim Çözümü, 2009, ISBN 978-975-8833-64-1.